# Согласие (Рогнединский район)
Согласие  — деревня в Рогнединском районе Брянской области. Входит в состав муниципального образования Фёдоровское сельское поселение.

## География
Деревня находится на берегу реки Десна.

## История
На местном кладбище похоронен Герой Советского Союза танкист Хрычёв, Пётр Григорьевич.

## Инфраструктура
Остался один жилой дом.